# Henriette Gudin
Henriette Herminie Louise Gudin, verheiratete Henriette Fauchier, (* 1825; † 1876) war eine französische Marinemalerin.
Sie wurde als Tochter des Malers Théodore Gudin (1802–1880) geboren. Nach seinem Vorbild beschäftigte sie sich mit der Marinemalerei. Sie heiratete 1850 François Fauchier, signierte aber weiterhin ihre Bilder mit ihrem Mädchennamen. Erst seit etwa 1864 begann sie ihre Werke mit „Mme Fauchier“ zu signieren.
Sie nahm an den Pariser Salons 1849, 1850 und 1853 teil. Ihre Werke sind im Musée Calvet in Avignon ausgestellt.

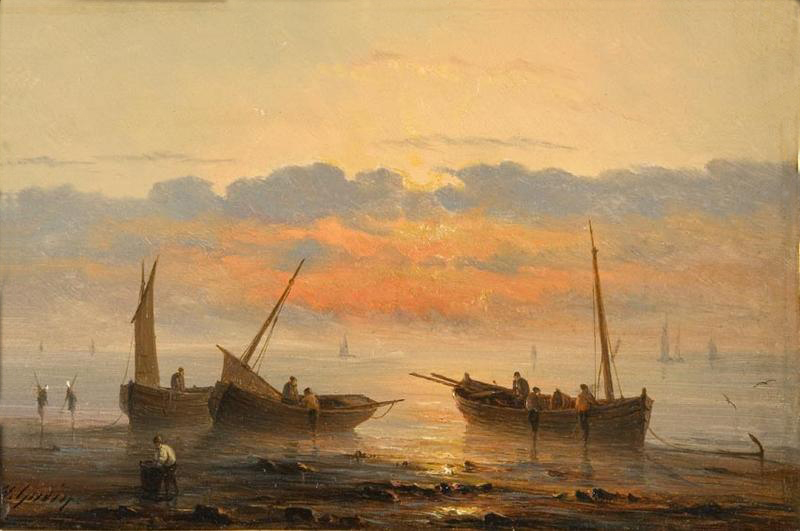
Seelandschaft am Morgen
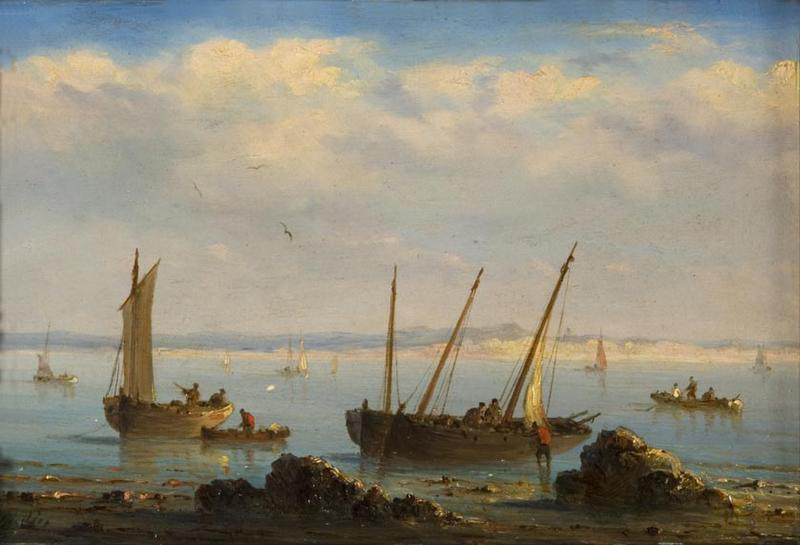
Seelandschaft am Abend
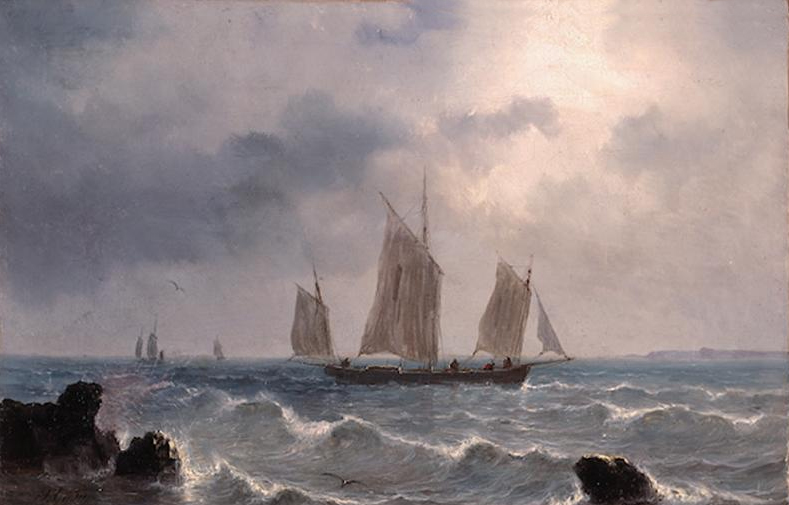
Segelschiffe vor der Küste
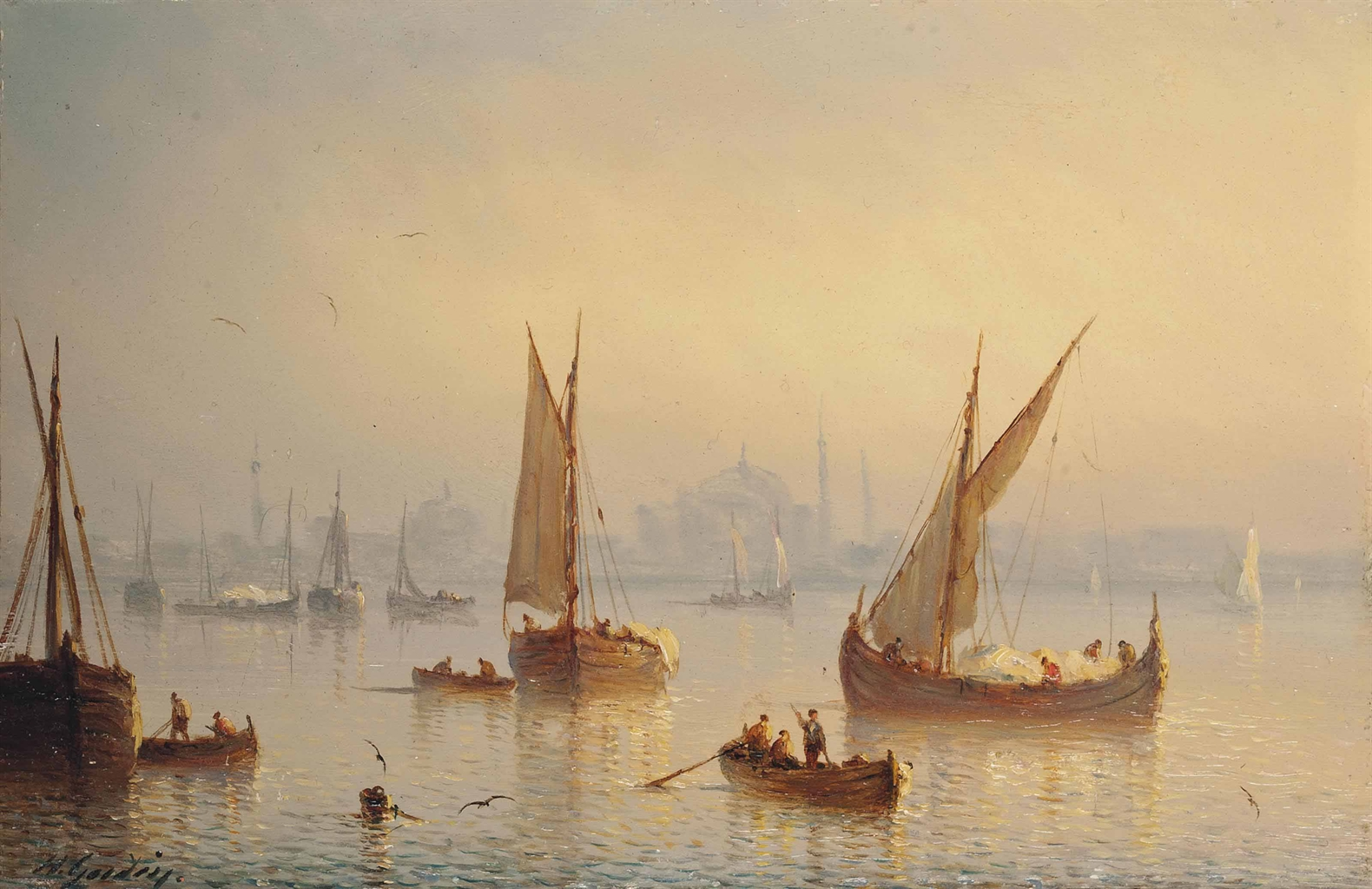
Schiffe am Bosporus